# Skrivstil
Skrivstil är en av flera standarder för att utforma handskrift. Skrivstilen skiljer sig från textning och tryckt skrift genom att bokstäverna i varje ord är sammanbundna med hjälplinjer. I Sverige är äldre skrivstil inledningsvis ett hinder för släktforskare och andra som läser arkivhandlingar.

## Latinska alfabetet
När en person börjar skriva lär den sig att skriva varje enskild bokstav var för sig, vilket är det samma som att texta. När skrivandet flyter mer obehindrat är det vanligt att man lär sig skrivstil i skolan. Bland skrivstilens försvarare hävdas ofta att skrivstil är snabbare att skriva än textad text, eftersom man inte behöver lyfta pennan mellan varje bokstav. Studier har visat att en blandning av traditionell skrivstil och textning, där endast vissa bokstäver binds ihop, är snabbast,[källa behövs] men då blir stilen inte enhetlig.
Somliga, inte minst bland dagens unga, tycker att skrivstil är för omständligt, långsamt, eller att det blir svårläst och textar därför hellre. En personligt utformad skrivstil (eller textning) kallas handstil. Orsaken till utformningen av skrivstilen var ursprungligen teknisk. Pennorna hade ett konstant flöde av bläck (det kunde t.o.m. vara fågelfjädrar doppade i bläck). Om man lyfte pennan rann det till ändå, och det kunde skapa plumpar eller droppar. Moderna kulspetspennor har inte detta problem, men många har försvarat användande av skrivstil av olika skäl.[källa behövs]

### Skrivstil i Sverige
Den äldsta skrivstilen för skrift på papper i Sverige kallas nygotisk kursiv eller tysk skrift. Nygotisk kursiv användes som svenska nationalskrift från 1500‑talet till 1800‑talet. Den som forskar i arkiv behöver lära sig att tyda den genom studier i paleografi.
Den nygotiska skrivstilen följdes i Sverige av latinsk skrivstil (också kallad humanistskrift), som började användas av enskilda på 1700‑talet och blev den enda skrivstilen i svenska skolan på 1800-talet.
År 1975 infördes en ny skrivstil av Skolöverstyrelsen för den svenska skolan som fick namnet skolöverstyrelsestilen (SÖ-stilen). Stilen var formgiven av kalligrafen Kerstin Anckers. Målet var en skrivstil som var lättläst, fri från utsmyckningar och liknade tryckta bokstäver. Stilen kritiserades hårt av lärare som menade att den var inkonsekvent, inte tog hänsyn till barns skrivmotorik och därför svår att lära ut. Det största problemet gällde de tre bokstäverna g, j och y som nu inte skulle bindas med nästkommande bokstav för att undvika långa bindningar och öglor. Skrivstilsobligatoriet avskaffades tio år senare. Vissa lärare valde nu att återigen lära ut den skrivstil som använts tidigare. Denna äldre stil infördes i skolorna i slutet av 1800-talet och ersatte i sin tur tidigare stilar.